# Krusatodon
Krusatodon is een geslacht van uitgestorven docodonte Mammaliaformes uit het Midden-Jura van het Verenigd Koninkrijk. Het is bekend van de Forest Marbleformatie uit Kirtlington in Engeland, en ook van een enkele kies uit de Kilmaluagformatie op het eiland Skye in Schotland.
Krusatodon is alleen bekend van een handvol individuele molariformen, maar zoals bij alle Docodonta hebben deze tanden complexere knobbels dan bij andere groepen vroege mammaliaformen. 
De typesoort Krusatodon kirtlingtonensis werd in 2003 benoemd door Denise Sigogneau-Russell. De naam Krusatodon eert wijlen de paleontoloog dr. Georg Krusat, die belangrijk onderzoek deed naar docodonten, en verbindt diens naam met een Grieks odoon, 'tand'. De soortaanduiding verwijst naar de herkomst bij Kirtlington.
Het holotype BMNH J.526 is gevonden in de Old Cement Works Quarry in Oxfordshire, in een laag uit het Bathonien. Het bestaat uit een onderste rechtermolariform. Vier andere molariforme tanden zijn toegewezen alsmede twee tanden uit een mogelijk melkgebit, waaronder een achterste premolaar.
Krusatodon onderscheidt zich van alle andere bekende docodonten door de diepte van de groeven aan de binnenzijde en distale zijde van de hoofdknobbel en het bezit van drie knobbeltjes op de kam achter het talonide, het bekken bij de knobbels.
De tanden lijken erg op die van Tegotherium wat in 2003 werd aangegeven als een mogelijk ouder synoniem; het materiaal kon niet in detail vergeleken worden.